# إيفان بورتنك
إيفان بورتنك (الروسية: Ива́н Серге́евич Бо́ртник) (و. 1939 – 2019 م) هو ممثل سوفيتي، ثم روسي، ولد في موسكو، بدأ مشواره المهني سنة 1961، توفي في موسكو، عن عمر يناهز 80 عاماً، بسبب مرض قلبي وعائي.

## التعليم
تعلم في المؤسسة المسرحية لبوريس شوكين ‏ (حتى 1961)، والجامعة الروسية للفنون المسرحية (منذ 1957).

## جوائز
حصل على جوائز منها:
- فنان الشعب الروسي
- فنان الشرف لجمهورية روسيا السوفيتية الاتحادية الاشتراكية  [لغات أخرى]‏.

## وصلات خارجية
- إيفان بورتنك على موقع IMDb (الإنجليزية)
- إيفان بورتنك على موقع ألو سيني (الفرنسية)
- إيفان بورتنك على موقع أول موفي (الإنجليزية)
- إيفان بورتنك على موقع قاعدة بيانات الفيلم (الإنجليزية)
- إيفان بورتنك على موقع كينوبويسك (الروسية)